# Stadionul Dinamo (Minsk)
Stadionul Dinamo (belarusă Стадыён Дынама, [stadɨˈjɔn dɨˈnama]) este un stadion multifuncțional din Minsk, Belarus. Este folosit de FC Minsk și Echipa națională de fotbal a Belarusului. Are o capacitate de 34.000 de locuri.

## Legături externe
- Profilul stadionului